# Lars Saxon
Lars Saxon, född 9 september 1900 i Östersunds församling i Jämtlands län, död 21 februari 1950 i Hedvig Eleonora församling i Stockholm, var en svensk förläggare och författare.
Saxon var son till chefredaktören Johan Lindström Saxon och kokboksförfattaren Anna Maria Bergström. Han genomgick Djursholms Samskola och Påhlmans handelsinstitut. Han anställdes vid Såningsmannens redaktion 1917 och var chefredaktör för Lektyr från 1923 och för Svensk Damtidning från 1928 till sin död. 1935 blev han litterär chef för Saxon & Lindströms förlag som fadern bildat tillsammans med två bröder genom sammanslagning på 1928. Under Lars Saxons tid i ledningen omvandlades familjeföretaget till en betydande förlagsindustri.
Lars Saxon var ordförande i Veckopressens journalistförbund, sekreterare i Svenska Tidningsutgivareföreningens veckotidningssektion och skattmästare i Gustav Adolfs Akademi (GAA). Han företog studieresor till England, Frankrike, Italien, Tyskland, Amerika, Främre Orienten med flera länder.
Han var författare till bland annat Egyptiska noveller (1922), En vildmarksdröm (1926) och J.P. Åhlén (1943) men skrev också tidskriftsuppsatser.
Lars Saxon gifte sig 1930 med Margareta Lange (1908–1935) och fick en dotter. År 1936 gifte han sig med Britta Marfelt (1912–1975), förut gift med Torsten Flodén samt dotter till överläraren Reinh. Marfelt och Maja Johnson. I det senare äktenskapet fick han tre söner. Lars Saxon är begravd på Danderyds kyrkogård.